# 용산파크타워
용산파크타워(영어: Yongsan Park Tower)은 대한민국 서울특별시 용산구 용산동5가에 위치한 주거 단지이다.